# ماتياس سانشيز (لاعب كرة قدم تشيلي)
ماتياس سانشيز (بالإسبانية: Matías Sánchez Herrera)‏ (8 مايو 1990 في تشيلي - ) هو لاعب كرة قدم تشيلي في مركز الهجوم. لعب مع هواتشيباتو.

## وصلات خارجية
- ماتياس سانشيز على موقع قاعدة بيانات كرة القدم.إي يو (الإنجليزية)
- ماتياس سانشيز على موقع قاعدة بيانات كرة القدم.إي يو (الإنجليزية)
- ماتياس سانشيز على موقع Soccerway.com (الإنجليزية)
- ماتياس سانشيز على موقع AS.com (الإسبانية)